# Star Trek Online
Star Trek Online è un videogioco MMORPG sviluppato da Cryptic Studios ed è basato sulla serie Star Trek. Il gioco è stato pubblicato per Microsoft Windows il 2 febbraio 2010 ed è stato il primo MMORPG della serie. All'uscita il gioco era a pagamento con un canone mensile, e partire dal gennaio 2012 è stato distribuito anche a livello free-to-play.
Nel marzo 2014, dopo una fase di beta test pubblico, è stata resa disponibile una versione per OS X ma a causa di problemi tecnici il suo supporto è terminato nel febbraio 2016. A settembre 2016 il gioco è stato pubblicato su PlayStation 4 e Xbox One.

## Ambientazione e modalità di gioco
Il gioco è ambientato trent'anni dopo gli eventi del film Star Trek: Nemesis, precisamente nel XXV secolo, in una linea temporale alternativa, tra gli anni 2409 e 2411. In questa ambientazione, l'Impero Klingon e la Federazione dei pianeti uniti sono in guerra e il giocatore può scegliere come iniziare la propria avventura avendo quattro scelte primarie: ufficiale dell'Impero Klingon, cadetto della Flotta Stellare, residente su un pianeta colonia Romulano o soldato Jem Hadar. Dopo un tutorial introduttivo, il giocatore può iniziare a esplorare la galassia completando le missioni, che variano a seconda dello scenario selezionato a inizio gioco.

### Le fazioni
Appena avviato il gioco l'utente può scegliere il sesso e la specie del personaggio. Può inoltre scegliere una di tre fazioni: la Federazione dei pianeti uniti, l'Impero Klingon e la Repubblica Romulana. Le prime due sono storicamente in guerra tra loro, mentre la terza è uno stato separatista emerso da ciò che rimane dall'Impero Stellare Romulano. Da metà del 2018 è inoltre possibile unirsi a una quarta fazione il Dominio, a cui è possibile selezionare un ulteriore fazione alleata.

## Sviluppo e pubblicazione
Inizialmente il gioco è stato sviluppato da Perpetual Entertainment; col fallimento della società nel 2008, la licenza è stata venduta a Cryptic Studios.
Originariamente fu annunciata l'uscita su Windows, e venne menzionata anche la presenza di una versione per console durante l'Official Star Trek Convention tenuta il 10 agosto 2008 a Las Vegas. Durante la Convention sono stati mostrati i primi trailer, in cui venivano raffigurate le navi delle varie fazioni e le prime immagini. ed è stato annunciato che non sarebbe stata pubblicata né una versione per MacOS né una per Linux, anche se veniva dato come possibile il porting in futuro.
Il 4 settembre 2009 è stato annunciato da Cryptic Studios e Atari che era possibile registrarsi per partecipare al beta test. Il 19 novembre 2009 Cryptic Studios ha annunciato, tramite la data stellare 63497 proveniente dall'universo di Star Trek, che il 26 gennaio 2010 sarebbe stato pubblicato il gioco ad accesso anticipato, per coloro che l'avevano preordinato.
Il 2 febbraio 2010 Star Trek Online è uscito ufficialmente negli Stati Uniti e il 5 febbraio in Europa, in tre versioni di abbonamento: la Standard Edition, la Silver Edition e la Golden Edition. Le differenze tra queste versioni erano i contenuti extra. Uscirono in commercio anche la Collector's Edition e la Digital Deluxe Version. Inoltre preordinando il gioco gli acquirenti avevano la possibilità di acquistare l'abbonamento a vita, che offriva il vantaggio di avere l'accesso illimitato ai server e alcuni contenuti extra; in alternativa è stata resa disponibile agli utenti la possibilità di acquistare un canone annuale con gli stessi privilegi.
Il 25 marzo 2010, è stata pubblicata la prima patch di contenuti principali chiamata Season One: Common Ground. Al suo debutto il titolo contava già più di un milione di utenti registrati, che causarono un intasamento dei server di gioco. Il 1º settembre 2010 è stato annunciato che il titolo sarebbe passato a una versione free-to-play, visti i grandi successi ricevuti.
Il 31 maggio 2011 Cryptic ha annunciato il cambio di proprietà dei diritti del gioco, passando da Atari a Perfect World. Il 17 gennaio 2012 il gioco è stato pubblicato ufficialmente in modo gratuito e gli utenti sono stati divisi in due categorie, gli utenti "Silver" e gli utenti "Gold". I primi erano coloro che non pagavano nessun abbonamento e che ora avevano pieno accesso al gioco normale, mentre il resto degli utenti che pagava una sottoscrizione o che era membro a vita aveva accesso a nuovi contenuti extra.
Il 21 maggio 2013 è stata pubblicata ufficialmente la nuova espansione Legacy of Romulus in cui il giocatore poteva avere a che fare per la prima volta con i Romulani. L'11 marzo 2014 è stata pubblicata la versione per macOS fino al 4 febbraio 2016, data in cui è stato annunciato da Cryptic che avrebbe interrotto il servizio di supporto per il client Mac a partire dal giorno seguente a causa di problemi relativi alla perdita di qualità del gameplay.
Dopo una serie di aggiornamenti e un'uscita continua di nuove stagioni, il 6 settembre 2016 è stata pubblicata la versione per PlayStation 4 e Xbox One insieme a nuove migliorie tecniche e grafiche ed è stato reso pubblico anche un nuovo trailer. Nell'estate del 2016, per il cinquantesimo anniversario della serie originale, Cryptic ha pubblicato l'espansione Agents of Yesterday che ha reso possibile ai giocatori creare un nuovo capitano che potrà inserirsi nella timeline della serie Star Trek: The Original Series. Il 10 maggio 2018 è stato annunciato che è possibile giocare al titolo senza dover necessariamente pagare un abbonamento, avendo l'accesso definitivo al gioco.
L'uscita della serie Star Trek: Picard, che ritrae numerosi riferimenti alla serie videoludica del franchise, tra cui anche Star Trek Online, ha reso possibile la canonizzazione del gioco all'interno della serie. Nella serie in particolare vengono mostrate alcune navi giocabili.

### Stagioni uscite
| Data              | Stagione                         |
| ----------------- | -------------------------------- |
| 24 marzo 2010     | Stagione 1: Common Ground        |
| 27 luglio 2010    | Stagione 2: Ancient Enemies      |
| 9 dicembre 2010   | Stagione 3: Genesis              |
| 7 luglio 2011     | Stagione 4: Crossfire            |
| 1º dicembre 2011  | Stagione 5: Call to Arms         |
| 12 luglio 2012    | Stagione 6: Under Siege          |
| 13 novembre 2012  | Stagione 7: New Romulus          |
| 12 novembre 2013  | Stagione 8: The Sphere           |
| 22 aprile 2014    | Stagione 9: A New Accord         |
| 21 aprile 2015    | Stagione 10: The Iconian War     |
| 27 ottobre 2015   | Stagione 11: New Dawn            |
| 26 gennaio 2017   | Stagione 12: Reckoning           |
| 25 aprile 2017    | Stagione 13: Escalation          |
| 3 ottobre 2017    | Stagione 14: Emergence           |
| 9 ottobre 2018    | Stagione 15: Age of Discovery    |
| 23 gennaio 2019   | Stagione 16: Mirror of Discovery |
| 14 maggio 2019    | Stagione 17: Rise of Discovery   |
| 10 settembre 2019 | Stagione 18: Awakening           |
| 28 gennaio 2020   | Stagione 19: Legacy              |
| 30 giugno 2020    | Stagione 20: House Divided       |
| 6 ottobre 2020    | Stagione 21: House Shattered     |
| 26 gennaio 2021   | Stagione 22: House Reborn        |
| 25 maggio 2021    | Stagione 23: House United        |
| 14 settembre 2021 | Stagione 24: Reflections         |
| 25 gennaio 2022   | Stagione 25: Shadow's Advance    |
| 10 maggio 2022    | Stagione 26: Stormfall           |
| 13 settembre 2022 | Stagione 27: Ascension           |
| 24 gennaio 2023   | Stagione 28: Refractions         |

Questa tabella si riferisce all'uscita delle patch su PC: l'uscita su console è posteriore di qualche giorno.

### Tributi
Dopo la prima pubblicazione, al gioco sono stati aggiunti vari tributi a personaggi influenti all'interno della saga di Star Trek. Dopo la scomparsa di Leonard Nimoy gli sviluppatori del gioco il 5 marzo 2015 hanno aggiunto una statua ritraente Spock, il personaggio che interpretava nella serie, con la sua celebre frase lunga vita e prosperità. Oltre a questo hanno aggiunto una targa commemorativa dedicata ad altre persone che hanno contribuito alla serie, tra cui James Doohan, Leonard McCoy e Majel Barrett.

## Premi
Il gioco ha ricevuto il premio "Miglior MMORPG gratuito del 2012" da MMORPG Center.